# Tour de Vilnius
Pour les articles homonymes, voir Vilnius (homonymie).
La tour de télévision de Vilnius (en lituanien : Vilniaus televizijos bokštas) est une tour de radiodiffusion haute de 326,5 m, située à Vilnius, la capitale de la Lituanie. Elle est utilisée par la radio et télévision nationale lituanienne Lietuvos nacionalinis radijas ir televizija.

## Histoire
La construction de la tour résulte d'un projet architectural réalisé par V. Obydovas et dont la réalisation technique a été assurée par K. Balėnas. La construction de la tour a débuté en 1974 et s'est achevée fin 1980.
La tour est le théâtre de l'épisode le plus violent des événements de janvier 1991, durant lesquels l'URSS tente de reprendre le contrôle des Pays baltes. Des civils forment une chaîne pour défendre l'accès à la tour aux forces soviétiques, qui finissent par donner l'assaut. L'épisode fait 700 blessés et 14 morts, tués par les balles ou écrasés par les chars.

## Technique
Le poids total de la construction est d'environ 25 000 tonnes et est constitué d'une fondation en béton, d'un tube en béton de 190 m de hauteur, d'un plateau en béton et d'un mat émetteur en acier d'une hauteur de 136 m.
La plateforme d'observation située à une hauteur de 160 m accueille un café, le « Paukščių takas » (« Voie lactée »). Des sauts à l'élastique sont possibles depuis le toit de ce café.
Durant les fêtes de Noël, la tour est transformée en gigantesque sapin de Noël.

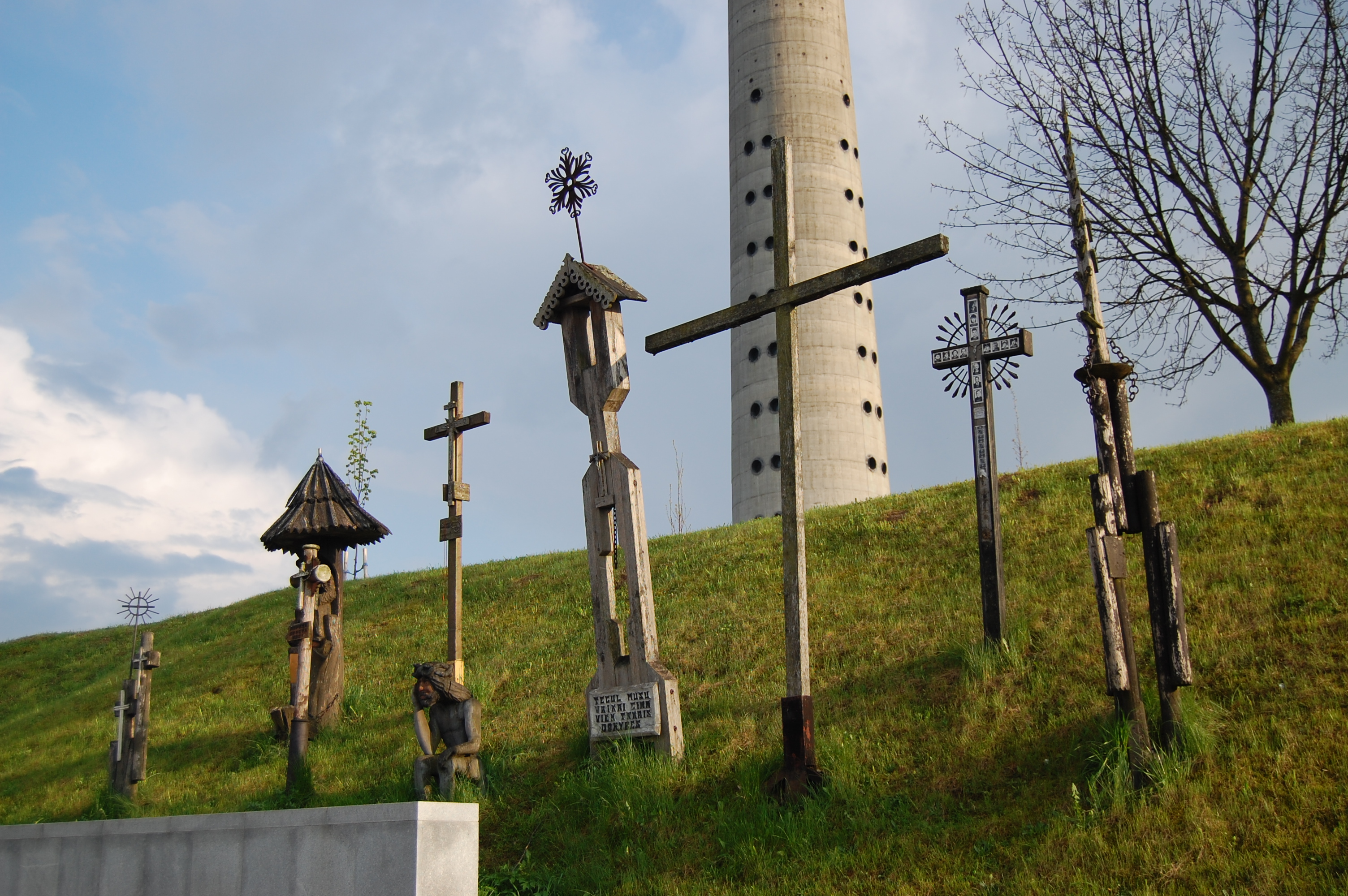
Mémorial situé à côté de la tour pour commémorer les victimes de l'assaut en janvier 1991.
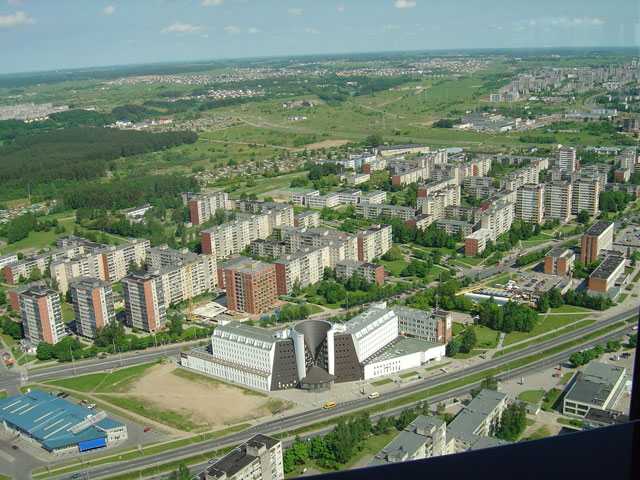
Vue de Vilnius depuis la tour.